# Alexei Nikolajewitsch Wojewodin
Alexei Nikolajewitsch Wojewodin (russisch Алексей Николаевич Воеводин, engl. Transkription Aleksey Voyevodin; * 9. August 1970 in Marat bei Pensa) ist ein  russischer Geher, der sich auf die 50-km-Distanz spezialisiert hat.
Bei den Leichtathletik-Weltmeisterschaften 1995 in Göteborg belegte er den 15. Platz, bei den Weltmeisterschaften 1997 in Athen wurde er Zehnter.
2002 gewann er bei den Europameisterschaften in München Silber, 2003 wurde er Vierter bei den Weltmeisterschaften in Paris/Saint-Denis, und bei den Olympischen Spielen 2004 in Athen errang er Bronze hinter Robert Korzeniowski aus Polen und seinem Landsmann Denis Nischegorodow.
Bei den Weltmeisterschaften 2005 in Helsinki kam er auf den Silberrang.
Alexei Wojewodin ist 1,76 m groß und wiegt 58 kg. Im April 2008 wurde er positiv auf Erythropoetin (EPO) getestet und wegen Verstoßes gegen die Doping-Bestimmungen mit einer zweijährigen Sperre belegt.

## Persönliche Bestleistungen
- 20 km Gehen: 1:19:31 h, 30. August 1998, Tscheboksary
- 50 km Gehen: 3:38:01 h, 27. August 2003, Paris

## Leistungsentwicklung
| Jahr | 20 km Gehen (in Stunden) | 50 km Gehen (in Stunden) |
| ---- | ------------------------ | ------------------------ |
| 1995 | -                        | 3:59:23                  |
| 1996 | -                        | -                        |
| 1997 | -                        | 3:41:33                  |
| 1998 | 1:19:31                  | 3:46:31                  |
| 1999 | 1:22:06                  | 3:51:43                  |
| 2000 | -                        | 3:50:22                  |
| 2001 | -                        | 3:44:32                  |
| 2002 | 1:24:38                  | 3:40:16                  |
| 2003 | -                        | 3:38:01                  |
| 2004 | 1:23:20                  | 3:42:44                  |
| 2005 | -                        | 3:41:03                  |